# Perdita rossi
Perdita rossi är en biart som beskrevs av Timberlake 1956. Perdita rossi ingår i släktet Perdita och familjen grävbin. Inga underarter finns listade i Catalogue of Life.